# プライムタイム (アメリカのテレビ番組)
『プライムタイム（Primetime）』は、アメリカ・ABCで1989年に共同ホストのサム・ドナルドソンとダイアン・ソーヤーと共に開始したニュースマガジンテレビ番組で、当初は『プライムタイム・ライブ（Primetime Live）』というタイトルだった。最終回は2012年5月18日に放送された。

## 歴史

### 初期の歴史
当初、番組はABCネットワークで生放送され、スタジオに観覧客がいた。最初のインタビューには、ロザンヌ・バーと、クリス・ウォレスがリポートした中東の人質事件に関する記事が含まれていた。ドナルドソンとソーヤーは、観覧客が番組についてコメントしたり、ゲストに質問したりすることを許可したが、ゲストは通常、衛星放送またはスタジオで生放送でインタビューを受けることになったが、このやり方では多くの技術的な問題が発生し、『サタデー・ナイト・ライブ』では簡単に風刺される結果となった。ソーヤーとドナルドソンの間の内部対立により、後に2人は引き離され、観覧客は排除された。ただし、『プライムタイム・ライブ（Primetime Live）』として放送される場合、番組には常に生放送要素が含まれており、通常はドナルドソンがパッケージ化された記事の冒頭の挨拶を読み上げ、オープニングタイトルが「Primetime... LIVE!」という構成になっている。時間が経つにつれて、生放送インタビューは重視されなくなり、隠しカメラによる調査がスケジュールの多くを占めるようになった。

### 打ち切りと変更
1998年、ABCは自社のニュースマガジンを全て統合するために『プライムタイム・ライブ』を打ち切り、ABCのもう一つの有名なニュースマガジン『20/20』と統合した。この動きは、週の複数夜に放送されていたNBCの『デイトライン』とより効果的に競合するために行われた。しかし、2000年にABCはこの番組を再開した。ドナルドソンの代わりにチャールズ・ギブソンが就任し、『プライムタイム・サーズデー（Primetime Thursday）』と改名された。
2003年、ABCはニュースマガジン『20/20ダウンタウン』の同年の短命続編を『プライムタイム・マンデー（Primetime Monday）』として放送した。
2004-2005年シーズンから、再び『プライムタイム・ライブ（Primetime Live）』として知られるようになった。過去4シーズンの共同ホストペア、チャールズ・ギブソンとダイアン・ソーヤーに代わって、ソーヤー、デイビッド・ミュアー、クリス・クオモ、シンシア・マクファーデン、ジョン・キニョネスのローテーションチームが出演した。形式は調査報道に戻り、新たにエグゼクティブプロデューサーのシェリー・ロス（Shelley Ross）が加わった。2005年7月21日、番組のタイトルは『プライムタイム（Primetime）』に変更された。
2006-2007年のテレビシーズンから、ニュースマガジンは、複数の放送回が犯罪や医療ミステリーなどの1つのトピックに焦点を当てるサブシリーズ形式を採用し、毎週の放送枠は定められていなかった。ソーヤーはこの形式変更が起こった頃に番組を降板したが、時折『プライムタイム』の特別版のアンカーを務めた。デイビッド・ミュアーは2007年に共同アンカーとして加入した。『ワット・ウッド・ユー・ドゥー?』は最も人気のあるサブシリーズとなっており、ABCで定期的に、多くの場合決まった時間帯で見ることができる。2011年、ABCはダイアン・ソーヤーとジェイシー・デュガードのインタビューである『プライムタイム』の特別版を放送した。2012年、第6シーズンから『ワット・ウッド・ユー・ドゥー?』から『プライムタイム』のブランディングが削除された。それはまだブランディングなしで放送されており、キニョネスがアンカーを務めている。このブランドは、これ以降、どの番組や特別番組でも使用されていない。

### フード・ライオンのスキャンダル
アメリカ南東部の食料品チェーン「フード・ライオン」に対する隠しカメラ調査の1件が、フード・ライオンが訴訟を起こしABCで裏目に出た。フード・ライオンは、この報道が欺瞞的な見せかけの下で作成され、フード・ライオンに雇われたABC従業員が隠しカメラを装着して適切な通知手続きを踏まずに他のフード・ライオン従業員を撮影したとして、不法侵入と忠誠違反で訴訟を起こした。フード・ライオンは、ABCが撮影した全ての映像を受け取った時点で既に1年間の時効が成立しており、映像を受け取る前、弁護士らがABCが実際に悪意を持って行動したことを証明するのは難しいと考えていたため、名誉毀損で訴訟を起こさなかった。陪審はフード・ライオンに550万ドルの判決を下したが、その後ABCが第4巡回区控訴裁判所に控訴した結果、損害賠償額は2.00ドルに減額された。このスキャンダルはフード・ライオンの事業運営に重大な損害を与え、テキサス州、オクラホマ州、ルイジアナ州、デラウェア州、ペンシルベニア州で最近オープンした店舗の閉鎖につながり、将来の拡大計画に影響を与えた一方、メディアの注目がマイナスになり、同社に経済的損失が生じた。

### 受賞歴
- 2005年 - ピガサス賞（英語版）（ジェームズ・ランディ教育財団（英語版）による）「精神外科医（英語版）」ジョアン・テイシェイラ（英語版）を描いた特集「John of God」

## 形式
『プライムタイム』の形式は次の通りである。
- プライムタイム・マンデー（Primetime Monday）:2003年に短命に終わったニュースマガジン『20/20ダウンタウン』の続編。
- プライムタイム:ワット・ウッド・ユー・ドゥー?（英語版）（Primetime: What Would You Do?）:一般市民の反応（または反応の欠如）を測定するために設計された、公共及び社会的環境における人工的な状況を特集する隠しカメラ番組。
- プライムタイム:ベーシック・インスティンクツ（Primetime: Basic Instincts）:『ワット・ウッド・ユー・ドゥー?』と同じ形式に従っているが、より管理されたテスト設定になっている。
- プライムタイム:メディカル・ミステリーズ（英語版）（Primetime: Medical Mysteries）:謎の病気の症例をリポートする基本形式。
- プライムタイム:ジ・アウトサイダーズ（Primetime: The Outsiders）:奇妙な習慣や生活水準を持つ被験者を対象としたヒューマンインタレスト形式。
- プライムタイム:クライム（Primetime: Crime）:逮捕、裁判、余波を含む完全な刑事事件を中心としたエピソードのブランディング。
- プライムタイム:マインド・ゲームズ（Primetime: Mind Games）:心理学やその他の研究を中心に展開する調査シリーズで、マジシャンやテレビ伝道師など、周囲に強い懐疑論が存在する。
- プライムタイム:ファミリー・シークレッツ（Primetime: Family Secrets）:有名人や犯罪者など、有名な家族間の対立を中心に展開する夏のシリーズ。
- プライムタイム:ウッド・ユー・フォール・フォー・ザット?（英語版）（Primetime: Would You Fall for That?）:一般の人々の脆弱性と信用に重点を置いた夏のシリーズ。
- プライムタイム:ビヨンド・ビリーフ（Primetime: Beyond Belief）:超常現象や説明のつかない現象を掘り下げた2011年の5部構成の特別シリーズ。

## 共同アンカー・リポーター
共同アンカー:
- サム・ドナルドソン（英語版）（1989年 - 1998年）
- チャールズ・ギブソン（2000年 - 2004年）
- ダイアン・ソーヤー（1989年 - 1998年、2000年 - 2006年）
- クリス・クオモ（2003年、2004年 - 2010年）
- シンシア・マクファーデン（英語版）（2003年、2004年 - 2008年）
- デイビッド・ミュアー（2007年 - 2008年）
- ジョン・キニョネス（英語版）（2003年、2004年 - 2012年）:『ワット・ウッド・ユー・ドゥー?』記者
- エリザベス・バーガス（英語版）（2003年、その後も時々）
- ジェイ・シャドラー（英語版）（2003年、その後も時々）

リポーター:
- ジェイ・シャドラー:リポートに寄稿
- メアリー・フルジニティ（Mary Fulginiti）:主に『プライムタイム』向けに法的及び捜査問題についてリポート
- ロンディ・チャールストン（英語版）（元）
- ニック・ワット（Nick Watt）:『ウッド・ユー・フォール・フォー・ザット?（英語版）』ホスト

## 海外での放送
ABCニュース番組は、MENA地域の24時間ニュースネットワーク「OSNニュース」で毎日放送されている。
オーストラリアでは、Sky News Australiaで土曜日14:00（拡大版）と木曜日13:30に放送される。
カナダではCitytvが番組の権利を持っていたが、限られたシリーズが予定されていた場合にのみ放映された。『プライムタイム:ワット・ウッド・ユー・ドゥー?』は現在ABCと同時放送している。

## 視聴率
番組で最も視聴率の高かった放送回は、ダイアン・ソーヤーがマイケル・ジャクソンとリサ・マリー・プレスリーにインタビューし、ジャクソンの最新シングル「スクリーム」のミュージックビデオが世界初公開された1995年6月14日の放送回だった。この放送は6,000万人の視聴者を獲得した。ソーヤーのインタビューは、夫婦に質問するために事前に録画された「persons on the street（街頭の人々）」を使用したため、ジャーナリズム業界で物議を醸した。
1989年 - 1990年:92位、910万人

1990年 - 1991年:60位、980万人

1991年 - 1992年:40位、1,240万人

1992年 - 1993年:31位、1,270万人

1993年 - 1994年:17位、1,420万人

1994年 - 1995年:31位、1,170万人

1995年 - 1996年:18位、1,230万人

1996年 - 1997年:15位、1,190万人

1997年 - 1998年:22位、1,420万人

2000年 - 2001年:50位、1,110万人

2001年 - 2002年:49位、1,030万人

2002年 - 2003年:81位、850万人

2003年 - 2004年:83位、800万人

2004年 - 2005年:95位、700万人

2005年 - 2006年:98位、710万人

2006年 - 2007年:145位、610万人